# 489
489 је била проста година.

## Догађаји
- Цар Зенон затвара школу у Едеси  због њиховог учења о несторијанској доктрини, након чега научници траже уточиште у Сиријској цркви Истока.
- Остроготи под Теодорихом Великим, крећући у поход на северну Италију по налогу источноримског цара Зенона, побеђују Гепиде покушавајући да зауставе своје напредовање у бици код Сирмијума у Панонији.
- 28. август – Након што су прешли Јулијске Алпе, Остроготи су поразили надмоћне снаге Одоакра у бици код Исонца (код римске Аквилеје или данашње Соче) и ушли у Италију. Теодорих је касније користио овај датум за утврђивање 30-годишњег рока застарелости (триценијум) који се завршава 28. августа 519. године, након чега се више не може оспорити било какво противправно одузимање земље.
- 30. септембар – Битка код Вероне: Одоакар је поново поражен од Теодорика по други пут. Повлачи се у неосвојиву престоницу Равену.
- Остроготи заузимају градове Павију и Милано. Већина Одоакрове војске, укључујући његовог магистер милитум Туфа, предаје се Теодориху.
- Династија Раи је наследила династију Рор и владала је Синдом од 489. године.
- Први Конфучијев храм изграђен је у северној Кини.